# 伊朗—日本關係
伊朗–日本關係（波斯語：‎）泛指伊朗與日本間的外交關係。

## 現況
在歷史上除了二戰以外，兩國一直維持著友好且為堅強的戰略夥伴，即使在伊朗伊斯蘭革命之後，伊朗與美國交惡，仍不影響伊朗與日本的友好關係。伊朗亦是日本的原油主要輸入國。雙方互相在首都設立大使館，並派駐大使。伊朗駐日本大使館在東京都品川區東五反田設有伊朗文化中心（イラン文化センター）。
雖然兩國官方關係友好，但根據英國廣播公司（BBC） 2012年的一項民意調查顯示，只有4％的日本人對伊朗的影響有積極看法，52％的人表達了負面看法。根據皮尤全球態度調查2012年，15％的日本人對伊朗表示讚賞，相比之下，76％的人認為伊朗不友好。

### 貿易
歷史上，日本對伊朗的外交政策和對伊朗的投資主要是為了獲得可靠的能源供應（石油）；伊朗是僅次於沙特阿拉伯和阿拉伯聯合酋長國的日本第三大石油供應國。
日本與伊朗就幾個重大項目進行合作；兩國的年貿易額超過110億美元。

## 歷史
日本研究人員表示，至少從7世紀開始，人們就知道今天的伊朗和日本有著直接的貿易聯繫，但是在1960年代首次發現的一塊木材的新測試表明了更廣泛的關係。波斯人在韓國都也有較強的文化影響力。
在現代，日本與波斯於1929年8月正式建交。
伊朗於1974年11月起由國營的伊朗航空飛航德黑蘭與東京航線，先後中停北京首都機場及仁川國際機場，但2011年11月起暫時停航，伊朗航空於2016年表示有意在新飛機導入後恢復這條航線。
伊朗總統賽義德·穆罕默德·哈塔米於2000年10月對日本進行了國事訪問。
日本首相安倍晉三於2019年6月訪問伊朗，為伊朗伊斯蘭革命之後首位訪問伊朗的日本首相，並會見時任總統哈桑·羅哈尼、時任最高領袖阿里·哈梅內伊，試圖在美國和伊朗之間進行調解。

## 另見
- 日本外交

## 外部連結
- Japanese Ministry of Foreign Affairs on relations with Iran （页面存档备份，存于）